# Банківська транзакція
Банківська транзакція, або трансакція (англ. bank transaction, від лат. transactio — угоду, договір), — в загальному будь-яка операція з використанням банківського рахунку. Розрізняють онлайн-транзакції, що виконуються в режимі реального часу між усіма зацікавленими сторонами, і оффлайн-транзакції. 
Як підсумкова частина банківської операції, транзакція може бути ініційована подачею письмового розпорядження в банк, електронним розпорядженням через системи інтернет-банкінгу або інші комунікаційні системи, а також за допомогою якого-небудь платіжного інструменту.